# CloverWorks
CloverWorks Inc. (株式会社クローバーワークス, Kabushiki-gaisha Kurōbā Wākusu), anciennement Kōenji Studio (高円寺スタジオ, Kōenji Sutajio), est un studio d'animation japonaise refondé le 1er avril 2018 et officiellement créé le 1er octobre 2018.

## Historique
En avril 2018, A-1 Pictures renomme sa filiale Kōenji Studio en CloverWorks et la dote de sa propre identité de marque, distincte de celle d'Asagaya Studio,. CloverWorks est basé à 1-7-7 Umezato, à Suginami (Tokyo, Japon).
Le 1er octobre 2018, CloverWorks a annoncé sa séparation d'A-1 Pictures et est devenu une filiale à part entière d'Aniplex ; le producteur Akira Shimizu est également nommé président,. Le jour est également marqué comme la date de création du studio.
Lors des Newtype × Machi★Asobi Anime Awards 2017-2018 (Newtype×マチ★アソビ アニメアワード2017 - 2018), le studio remporte le « prix des design de mecha » pour Darling in the Franxx coproduite avec Trigger, et est classé 3e pour le « prix du studio ».

## Productions

### Séries télévisées
| Année | Titre                                              | Chaîne d'origine    | Diffusion originale | Diffusion originale | Nb. éps. | Notes |
| Année | Titre                                              | Chaîne d'origine    | Début               | Fin                 | Nb. éps. | Notes |
| ----- | -------------------------------------------------- | ------------------- | ------------------- | ------------------- | -------- | --- |
| 2018  | Slow Start                                         | Tokyo MX            | 6 janvier 2018      | 25 mars 2018        | 12       | Série basée sur un yonkoma de Yuiko Tokumi.                                                                                  |
| 2018  | Darling in the Franxx                              | Tokyo MX            | 13 janvier 2018     | 7 juillet 2018      | 24       | Série d'animation originale coproduite avec Trigger.                                                                         |
| 2018  | Persona 5: The Animation                           | Tokyo MX            | 7 avril 2018        | 29 septembre 2018   | 26       | Série basée sur le jeu vidéo Persona 5 développé par Atlus.                                                                  |
| 2018  | Rascal Does Not Dream of Bunny Girl Senpai         | ABC                 | 4 octobre 2018      | 27 décembre 2018    | 13       | Série basée sur les light novel écrits par Hajime Kamoshida et illustrés par Kēji Mizoguchi.                                 |
| 2018  | Dakaichi -My Number 1- (ja)                        | Tokyo MX            | 6 octobre 2018      | 29 décembre 2018    | 13       | Série basée sur le yaoi manga d'Hashigo Sakurabi.                                                                            |
| 2018  | Ace Attorney Season 2                              | NNS (ytv)           | 6 octobre 2018      | 30 mars 2019        | 23       | Suite d'Ace Attorney. |
| 2018  | Fairy Tail                                         | TXN (TV Tokyo)      | 7 octobre 2018      | 29 septembre 2019   | 51       | Dernière saison de Fairy Tail. Coproduction avec A-1 Pictures et Bridge.                                                     |
| 2019  | The Promised Neverland                             | Fuji TV (noitaminA) | 11 janvier 2019     | 29 mars 2019        | 12       | Série basée sur le manga éponyme écrit par Kaiu Shirai et dessiné par Posuka Demizu,.                                        |
| 2019  | Fate/Grand Order Absolute Demonic Front: Babylonia | Tokyo MX            | 5 octobre 2019      | 21 mars 2020        | 21       | Série basée sur le jeu vidéo mobile Fate/Grand Order.                                                                        |
| 2020  | Norimono Man Mobile Land no Car-kun (ja)           | NHK E-TV            | 2 avril 2020        | 24 mars 2022        | 104      | Projet multimédia pour enfants par Aniplex et Sony Music Entertainment Japan.                                                |
| 2020  | The Millionaire Detective - Balance: Unlimited     | Fuji TV (noitaminA) | 10 avril 2020       | 25 septembre 2020   | 11       | Série basée sur le roman de Yasutaka Tsutsui ; première diffusion interrompue en raison de la pandémie de Covid-19 au Japon. |
| 2021  | The Promised Neverland (saison 2)                  | Fuji TV (noitaminA) | 8 janvier 2021      | 26 mars 2021        | 11       | Suite de The Promised Neverland,.                                                                                            |
| 2021  | Horimiya                                           | Tokyo MX            | 10 janvier 2021     | 4 avril 2021        | 13       | Série basée sur le manga éponyme de Daisuke Hagiwara, lui-même dérivée du manga Hori-san to Miyamura-kun de HERO.            |
| 2021  | Wonder Egg Priority                                | NTV                 | 13 janvier 2021     | 31 mars 2021        | 12       | Série originale. |
| 2021  | Shadows House                                      | Tokyo MX            | 11 avril 2021       | 4 juillet 2021      | 13       | Série basée sur le manga éponyme du duo Somato.                                                                              |
| 2022  | Tokyo 24th Ward                                    | Tokyo MX            | 6 janvier 2022      | 7 avril 2022        | 12       | Projet original. |
| 2022  | Akebi's Sailor Uniform                             | Tokyo MX            | 9 janvier 2022      | 27 mars 2022        | 12       | Série basée sur le manga d'Hiro,.                                                                                            |
| 2022  | My Dress-Up Darling                                | Tokyo MX            | 9 janvier 2022      | 27 mars 2022        | 12       | Série basée sur le manga de Shinichi Fukuda.                                                                                 |
| 2022  | Spy × Family                                       | TV Tokyo            | 9 avril 2022        | 24 décembre 2022    | 25       | Basée sur le manga de Tatsuya Endo. Coproduite avec Wit Studio,.                                                             |
| 2022  | In the Heart of Kunoichi Tsubaki (en)              | Tokyo MX            | 10 avril 2022       | 3 juillet 2022      | 13       | Série basée sur le manga de Sōichirō Yamamoto,.                                                                              |
| 2022  | Shadows House (saison 2)                           | Tokyo MX            | 9 juillet 2022      | 24 septembre 2022   | 12       | Suite de Shadows House,. |
| 2022  | Bocchi the Rock!                                   | Tokyo MX            | 9 octobre 2022      | 25 décembre 2022    | 12       | Série basée sur le yonkoma manga d'Aki Hamaji.                                                                               |
| 2023  | Horimiya: The Missing Pieces                       | Tokyo MX            | 1er juillet 2023    | 23 septembre 2023   | 13       | Adaptation des histoires du manga qui n'avaient pas été adaptées dans le premier animé Horimiya                              |
| 2023  | Spy × Family (saison 2)                            | TV Tokyo            | 7 octobre 2023      | 23 décembre 2023    | 12       | Suite de la première saison de Spy × Family,.                                                                                |
| 2024  | Wind Breaker                                       | MBS, TBS            | 5 avril 2024        | 27 juin 2024        | 13       | Série basée sur le manga de Satoru Nii.                                                                                      |
| 2024  | The Elusive Samurai                                | Tokyo MX            | 6 juillet 2024      | 28 septembre 2024   | 12       | Série basée sur le manga de Yūsei Matsui,.                                                                                   |
| 2025  | Wind Breaker (saison 2)                            | MBS, TBS            | 4 avril 2025        | 20 juin 2025        | 12       | Suite de la première saison de Wind Breaker.                                                                                 |
| 2025  | My Dress-Up Darling (saison 2)                     | Tokyo MX            | 5 juillet 2025      | NC                  | 12       | Suite de la première saison de My Dress-Up Darling.                                                                          |

### Films d'animation
| Année | Titre                                                              | Date de sortie   | Notes |
| ----- | ------------------------------------------------------------------ | ---------------- | --- |
| 2019  | Rascal Does Not Dream of a Dreaming Girl                           | 15 juin 2019     | Suite de la série télévisée basée sur les light novel écrits par Hajime Kamoshida et illustrés par Kēji Mizoguchi. |
| 2019  | Le bleu du ciel dans ses yeux                                      | 11 octobre 2019  | Projet original.                                                                                                   |
| 2019  | Saenai Heroine no Sodatekata fine                                  | 26 octobre 2019  | Film basé sur la série de light novel écrite par Fumiaki Maruto et illustrée par Kurehito Misaki.                  |
| 2021  | Fate/Grand Order Final Singularity - Grand Temple of Time: Solomon | 30 juillet 2021  | Suite de Fate/Grand Order - Absolute Demonic Front: Babylonia.                                                     |
| 2021  | Dakaichi: Spain Arc (en)                                           | 9 octobre 2021   | Suite de Dakaichi.                                                                                                 |
| 2023  | Spy × Family Code: White                                           | 22 décembre 2023 | Histoire originale de Spy × Family.                                                                                |

### OAV
| Année | Titre                                                | Date(s) de sortie | Notes                                                                      |
| ----- | ---------------------------------------------------- | ----------------- | -------------------------------------------------------------------------- |
| 2019  | Persona 5: The Animation - Proof of Justice          | 22 mai 2019       | Épisode sorti avec le 11e coffret Blu-ray/DVD de Persona 5: The Animation. |
| 2019  | Persona 5: The Animation - A Magical Valentine's Day | 26 juin 2019      | Épisode sorti avec le 12e coffret Blu-ray/DVD de Persona 5: The Animation. |

### Autres
- Ano hi no kanojotachi (あの日の彼女たち?) : vidéo promotionnelle de Miu Takigawa du groupe 22/7 (en) (mars 2018)[51]
- Wild Arms: Million Memories : cinématique d'introduction du jeu mobile (septembre 2018)[6]
- Persona Q2: New Cinema Labyrinth : cinématiques du jeu vidéo (novembre 2018)[6]
- For kimi ni okuru uta (For キミに贈る歌?) : clip musical de THE SxPLAY (avril 2019)[52]
- LINE Novel : vidéo promotionnelle (avril 2019)[53]
- Cendrillon (シンデレラ, Shinderera?) : clip musical du groupe ACE COLLECTION (ja) (septembre 2019)[54]
- Promise (約束) : clip musical du chanteur de jpop Eve (23 octobre 2020)[55]